# اچ‌ام‌ای‌اس اونس
اچ‌ام‌ای‌اس اونس (به انگلیسی: HMAS Ovens) یک زیردریایی است که طول آن ۲۹۵٫۲ فوت (۹۰٫۰ متر) می‌باشد. این زیردریایی در سال ۱۹۶۷ ساخته شد.